# NGC 3155
NGC 3155 je galaksija u zviježđu Zmaju.

## Vanjske poveznice
- SEDS: NGC 3155